# Yaharlī
Yaharlī (persiska: یهرلی, Yaharlū) är en ort i Iran.   Den ligger i provinsen Västazarbaijan, i den nordvästra delen av landet, 400 km väster om huvudstaden Teheran. Yaharlī ligger 1 694 meter över havet och antalet invånare är 253.
Terrängen runt Yaharlī är kuperad åt sydväst, men åt nordost är den platt. Yaharlī ligger nere i en dal. Runt Yaharlī är det ganska tätbefolkat, med 62 invånare per kvadratkilometer. Närmaste större samhälle är Takāb, 10,5 km sydost om Yaharlī. Trakten runt Yaharlī består i huvudsak av gräsmarker.